# Buzz Light Baller
Buzz Light Baller（バズライトボーラー、BLB）は、日本のプロフリースタイルバスケットボールチーム。ホームタウンは大宮区であり、埼玉県で最初のフリースタイルバスケットボールチーム。さいたま観光大使である。

## メンバー
- きよまろ
- LEGO
- J
- しゃにお

## 概要
2019年、に埼玉県さいたま市大宮区にて初開催となるフリースタイルバスケイベント「B-FRONTIER」を開催しパフォーマー40人の仲間を巻き込み、来場者数は3000人を超え話題となった。バトル優勝者のJがメンバーに加わる。世界大会等の優勝者が集まる実力主義チームとして結成された。
2020年では、ソーシャル・ネットワーキング・サービスでの本格活動により、地域から世界への発信へと切り替えた。
2023年に、さいたま観光大使に任命された（令和5年3月2日記者発表）
2024年に東京タワースタジオにて行われたGroovMix2K24Championship team contestにて優勝し、日本一となった。